# Беспроводная точка доступа

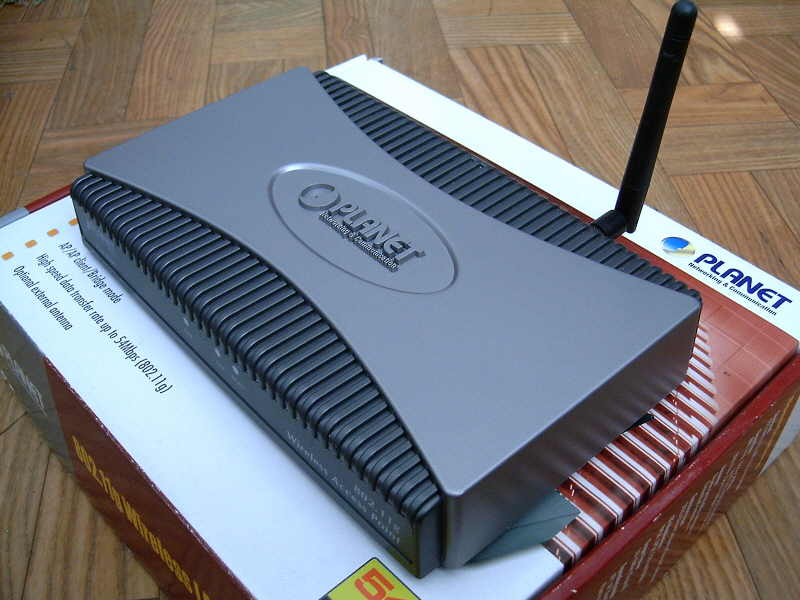
Беспроводная точка доступа Planet WAP-4000

Точка беспроводного доступа (англ. wireless access point, WAP) — это базовая станция, предназначенная для обеспечения беспроводного доступа к существующей сети (беспроводной или проводной) или создания новой беспроводной сети.

## Введение
Объединение компьютеров в проводную сеть обычно требует прокладки множества кабелей через стены и потолки. Также проводные сети накладывают определённые ограничения на расположение устройств в пространстве. Этих недостатков лишены беспроводные сети: можно добавлять компьютеры и прочие беспроводные устройства с минимальными физическими, временными и материальными затратами. Для передачи информации беспроводные точки доступа используют радиоволны из спектра частот, определённых стандартом IEEE 802.11.

## Использование
Чаще всего точки беспроводного доступа используются для предоставления доступа мобильным устройствам (ноутбуки, принтеры и т. д.) к стационарной локальной сети.
Также беспроводные точки доступа часто используются для создания так называемых «горячих точек» — областей, в пределах которых клиенту предоставляется, как правило, бесплатный доступ к сети Интернет. Обычно такие точки находятся в библиотеках, аэропортах, уличных кафе крупных городов.
В последнее время наблюдается повышение интереса к беспроводным точкам доступа при создании домашних сетей. Для создания такой сети в пределах одной квартиры достаточно одной точки доступа. Возможно, этого будет достаточно для включения в сеть и соседей прилегающих квартир. Для включения в сеть квартиры через одну, определенно, потребуется ещё одна точка доступа, которая будет служить ретранслятором сигнала, ослабевшего вследствие прохождения через несущую стену.

## Конструкция
Это устройство во многом аналогично клиентскому адаптеру. Как и последний, оно состоит из приёмопередатчика и интегрированного интерфейсного чипа, но наделено бо́льшим количеством интеллектуальных функций и более сложной электроникой.
Конструктивно точки доступа могут быть выполнены как для наружного использования (защищённый от воздействий внешней среды вариант), так и для использования внутри деловых и жилых помещений. Также существуют устройства, предназначенные для промышленного использования, учитывающие специфику производства.
Что касается функциональности, у различных точек доступа она может существенно разниться, иногда предоставляя средства диагностики и контроля сети, удалённой настройки и устранения неисправностей. Кроме того, в последнее время появились точки доступа, позволяющие производить многопользовательский обмен файлами (их трансляцию), минуя сервер.
На конец 2009 можно говорить о растущей популярности комбинированных устройств, интегрирующих в себе функции собственно беспроводного сетевого адаптера (платы, карты, контроллера), маршрутизатора и, например, кабельного модема.

## Применение
Точки доступа призваны выполнять самые разнообразные функции, как для подключения группы компьютеров (каждый с беспроводным сетевым адаптером) в самостоятельные сети (режим Ad-hoc), так и для выполнения функции моста между беспроводными и кабельными участками сети (режим Infrastructure).
Для режима Ad-hoc максимально возможное количество станций — 256. В Infrastructure-режиме допустимо до 2048 беспроводных узлов.
Следует учитывать, что точка доступа — это обычный концентратор. При нескольких подключениях к одной точке полоса пропускания делится на количество подключённых пользователей. Теоретически ограничений на количество подключений нет, но на практике стоит ограничиться, исходя из минимально необходимой скорости передачи данных для каждого пользователя.
С помощью точки доступа можно легко организовать роуминг при перемещении мобильного компьютера пользователя в зоне охвата большей, чем зона охвата одной точки доступа, организовав «соты» из нескольких точек доступа и обеспечив перекрытие их зон действия. В этом случае необходимо обеспечить, чтобы в предполагаемой зоне перемещения мобильного пользователя все точки доступа и мобильные компьютеры имели одинаковые настройки (номера каналов, идентификаторы и др.).

### Пример применения

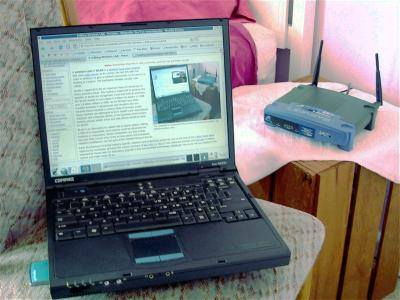
Использование беспроводной точки доступа и мобильного компьютера

Если вам требуется не только объединить компьютеры в беспроводную сеть, но и соединить этот сегмент сети с проводным, то самый простой способ — установка так называемой «точки доступа».
При использовании точки доступа вы фактически имеете выделенное сетевое устройство, работа которого не зависит ни от загруженности других ПК, ни от их конфигурации, что является несомненным плюсом. Вам не придётся выполнять настройки сложного программного обеспечения или опасаться, что компьютер окажется в очередной раз выключенным, а необходимая служба не будет запущена.

## Усиление Wi-Fi
Повторитель Wi-Fi — это усилитель Wi-Fi, работающий по принципу ретранслятора сигнала. Повторитель позволяет расширить существующую сеть беспроводного доступа. Он принимает сигнал Wi-Fi и передаёт его дальше.

## Стандарты
Самыми популярными стандартами для точек доступа являются Wi-Fi (IEEE 802.11) и Bluetooth.
В технологии Bluetooth существует специальный профиль PAN (Personal Area Network) для этих целей.